# Baby Halder
Baby Halder, née Bebi Haladara, en 1973 dans le Cachemire, Inde est une romancière indienne.
Son ouvrage le plus célèbre est son autobiographie Aalo Aandhari (A Life Less Ordinary) (en) où elle décrit sa vie de domestique, et est traduit en 21 langues dont 13 hors d'Inde.

## Biographie
Née au Cachemire, elle est abandonnée par sa mère è l'âge de quatre ans dans la ville de Murshidabad. Elle est élevée par son père alcoolique et sa belle-mère.
Après avoir été marié à l'âge de 13 ans à un homme de quatorze ans son aîné, elle subit plusieurs années de violence domestique avant de s'enfuir. À 25 ans, elle part pour New Delhi avec ses enfants et obtient un emploi de domestique dans plusieurs maisons de riches familles.
Son autobiographie est publiée en bengali en 2004 sous le titre Aalo Aandhari, traduit en malayalam en 2005 et en anglais en 2006. Le New York Times compare son texte au roman de Frank McCourt, Les Cendres d'Angela. L'ouvrage est traduit en 21 langues dont le français, le japonais et le coréen.

## Œuvre
- (bn) Alo andhari, Roshani Publishers, 2002